# Puchar Polski

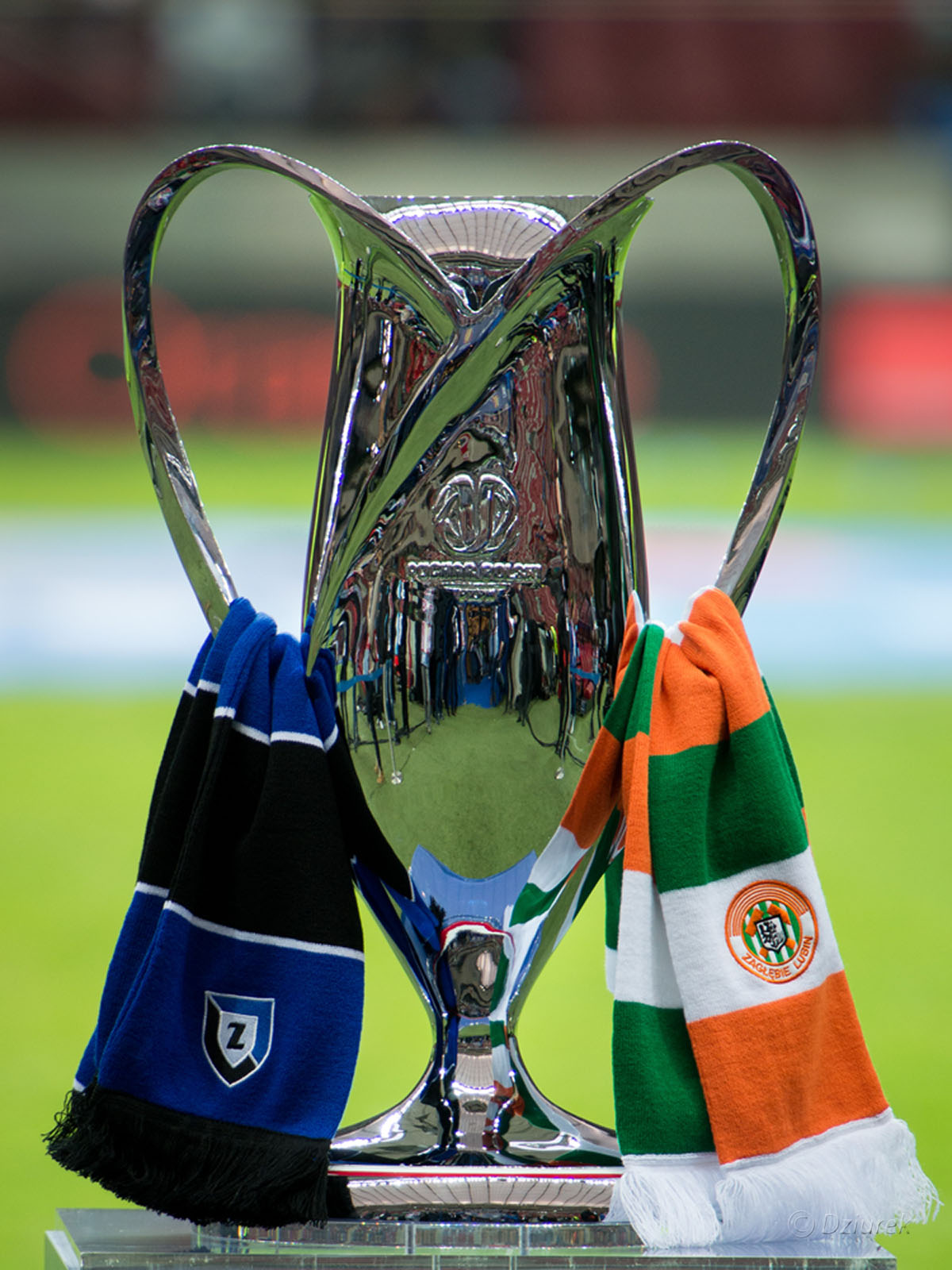
Beker van Polen

De Puchar Polski (uitspraak: [ˈpuxar ˈpɔlskʲi], ong. poechar polskie) is het nationale voetbalbekertoernooi in Polen dat wordt georganiseerd door de Poolse voetbalbond (Polski Związek Piłki Nożnej -PZPN-).
Elke voetbalclub uit Polen doet mee met het toernooi. Clubs uit de lagere competities spelen eerst in de kwalificatieronden. De winnaars daarvan worden toegevoegd aan de eindronde van het toernooi, waarin ze spelen tegen de clubs uit de hoogste twee competities, de Ekstraklasa en de I liga.
De winnaar van de Puchar Polski plaatst zich voor (de voorronden van) de UEFA Europa Conference League.

## Finales
| Jaar                    | Winnaar               | Uitslag      | Finalist              |
| ----------------------- | --------------------- | ------------ | --------------------- |
| 1926                    | Wisła Kraków          | 2-1          | Sparta Lwów           |
| 1927-1950 niet gespeeld |                       |              |                       |
| 1951                    | Unia Chorzów          | 2-0          | Gwardia Kraków        |
| 1952                    | Kolejarz Warschau     | 1-0          | CWKS Warschau         |
| 1953 niet gespeeld      |                       |              |                       |
| 1954                    | Gwardia Warschau      | 0-0 nv, 3-1  | Gwardia Kraków        |
| 1955                    | CWKS Warschau         | 5-0          | Budowlani Gdañsk      |
| 1956                    | CWKS Warschau         | 3-0          | Górnik Zabrze         |
| 1957                    | ŁKS Łódź              | 2-1          | Górnik Zabrze         |
| 1958-1961 niet gespeeld |                       |              |                       |
| 1962                    | Zagłębie Sosnowiec    | 2-1          | Górnik Zabrze         |
| 1963                    | Zagłębie Sosnowiec    | 2-0          | Ruch Chorzów          |
| 1964                    | CWKS Warschau         | 2-1 nv       | Polonia Bytom         |
| 1965                    | Górnik Zabrze         | 4-0          | Czarni Żagań          |
| 1966                    | CWKS Warschau         | 2-1 nv       | Górnik Zabrze         |
| 1967                    | Wisła Kraków          | 2-0 nv       | Raków Częstochowa     |
| 1968                    | Górnik Zabrze         | 3-0          | Ruch Chorzów          |
| 1969                    | Górnik Zabrze         | 2-0          | Legia Warschau        |
| 1970                    | Górnik Zabrze         | 3-1          | Ruch Chorzów          |
| 1971                    | Górnik Zabrze         | 3-1          | Zagłębie Sosnowiec    |
| 1972                    | Górnik Zabrze         | 5-2          | Legia Warschau        |
| 1973                    | Legia Warschau        | 0-0 ns (4-2) | Polonia Bytom         |
| 1974                    | Ruch Chorzów          | 2-0          | Gwardia Warschau      |
| 1975                    | Stal Rzeszów          | 0-0 ns (3-2) | ROW-II Rybnik         |
| 1976                    | Śląsk Wrocław         | 2-0          | Stal Mielec           |
| 1977                    | Zagłębie Sosnowiec    | 1-0          | Polonia Bytom         |
| 1978                    | Zagłębie Sosnowiec    | 2-0          | Piast Gliwice         |
| 1979                    | Arka Gdynia           | 2-1          | Wisła Kraków          |
| 1980                    | Legia Warschau        | 5-0          | Lech Poznań           |
| 1981                    | Legia Warschau        | 1-0 nv       | Pogoń Szczecin        |
| 1982                    | Lech Poznań           | 1-0          | Pogoń Szczecin        |
| 1983                    | Lechia Gdańsk         | 2-1          | Piast Gliwice         |
| 1984                    | Lech Poznań           | 3-0          | Wisła Kraków          |
| 1985                    | Widzew Łódź           | 0-0 ns (3-1) | GKS Katowice          |
| 1986                    | GKS Katowice          | 4-1          | Górnik Zabrze         |
| 1987                    | Śląsk Wrocław         | 0-0 ns (4-3) | GKS Katowice          |
| 1988                    | Lech Poznań           | 1-1 ns (3-2) | Legia Warschau        |
| 1989                    | Legia Warschau        | 5-2          | Jagiellonia Białystok |
| 1990                    | Legia Warschau        | 2-0          | GKS Katowice          |
| 1991                    | GKS Katowice          | 1-0          | Legia Warschau        |
| 1992                    | Miedź Legnica         | 1-1 ns (4-3) | Górnik Zabrze         |
| 1993                    | GKS Katowice          | 1-1 ns (5-4) | Ruch-II Chorzów       |
| 1994                    | Legia Warschau        | 2-0          | ŁKS Łódź              |
| 1995                    | Legia Warschau        | 2-0          | GKS Katowice          |
| 1996                    | Ruch Chorzów          | 1-0          | GKS Bełchatów         |
| 1997                    | Legia Warschau        | 2-0          | GKS Katowice          |
| 1998                    | Amica Wronki          | 5-3 nv       | Aluminium Konin       |
| 1999                    | Amica Wronki          | 1-0          | GKS Bełchatów         |
| 2000                    | Amica Wronki          | 2-2, 3-0     | Wisła Kraków          |
| 2001                    | Polonia Warschau      | 2-1, 2-2     | Górnik Zabrze         |
| 2002                    | Wisła Kraków          | 4-2, 4-0     | Amica Wronki          |
| 2003                    | Wisła Kraków          | 0-1, 3-0     | Wisła Płock           |
| 2004                    | Lech Poznań           | 2-0, 0-1     | Legia Warschau        |
| 2005                    | Dyskobolia Groclin    | 2-0, 0-1     | Zagłębie Lubin        |
| 2006                    | Wisła Płock           | 3-2, 3-1     | Zagłębie Lubin        |
| 2007                    | Dyskobolia Groclin    | 2-0          | Korona Kielce         |
| 2008                    | Legia Warschau        | 0-0 ns (4-3) | Wisła Kraków          |
| 2009                    | Lech Poznań           | 1-0          | Ruch Chorzów          |
| 2010                    | Jagiellonia Białystok | 1-0          | Pogoń Szczecin        |
| 2011                    | Legia Warschau        | 1-1 ns (5-4) | Lech Poznań           |
| 2012                    | Legia Warschau        | 3-0          | Ruch Chorzów          |
| 2013                    | Legia Warschau        | 2-0, 0-1     | Śląsk Wrocław         |
| 2014                    | Zawisza Bydgoszcz     | 0-0 ns (6-5) | Zagłębie Lubin        |
| 2015                    | Legia Warschau        | 2-1          | Lech Poznań           |
| 2016                    | Legia Warschau        | 1-0          | Lech Poznań           |
| 2017                    | Arka Gdynia           | 2-1          | Lech Poznań           |
| 2018                    | Legia Warschau        | 2-1          | Arka Gdynia           |
| 2019                    | Lechia Gdańsk         | 1-0          | Jagiellonia Białystok |
| 2020                    | Cracovia Kraków       | 3-2 nv       | Lechia Gdańsk         |
| 2021                    | Raków Częstochowa     | 2-1          | Arka Gdynia           |
| 2022                    | Raków Częstochowa     | 3-1          | Lech Poznań           |
| 2023                    | Legia Warschau        | 0-0 ns (6-5) | Raków Częstochowa     |
| 2024                    | Wisła Kraków          | 2-1 nv       | Pogoń Szczecin        |
| 2025                    | Legia Warschau        | 4-3          | Pogoń Szczecin        |

### Prestaties per club
| BW | BF | Club                                    | Winnaar in: |
| -- | -- | --------------------------------------- | --- |
| 21 | 06 | Legia Warschau (inclusief CWKS)         | 1955, 1956, 1964, 1966, 1973, 1980, 1981, 1989, 1990, 1994, 1995, 1997, 2008, 2011, 2012, 2013, 2015, 2016, 2018, 2023, 2025 |
| 06 | 07 | Górnik Zabrze                           | 1965, 1968, 1969, 1970, 1971, 1972                                                                                           |
| 05 | 06 | Wisła Kraków (inclusief Gwardia)        | 1926, 1967, 2002, 2003, 2024                                                                                                 |
| 05 | 05 | Lech Poznań                             | 1982, 1984, 1988, 2004, 2009                                                                                                 |
| 04 | 01 | Zagłębie Sosnowiec                      | 1962, 1963 1977, 1978 |
| 03 | 05 | GKS Katowice                            | 1986, 1991, 1993 |
| 03 | 06 | Ruch Chorzów (inclusief Unia + Ruch-II) | 1951, 1974, 1996 |
| 03 | 01 | Amica Wronki                            | 1998, 1999, 2000 |
| 02 | 20 | Lechia Gdańsk (inclusief Budowlani)     | 1983, 2019 |
| 02 | 01 | Śląsk Wrocław                           | 1976, 1987 |
| 02 | 02 | Arka Gdynia                             | 1979, 2017 |
| 02 | 01 | Raków Częstochowa                       | 2021, 2022 |
| 02 | 0  | Polonia Warschau (inclusief Kolejarz)   | 1951, 2001 |
| 02 | 0  | Dyskobolia Groclin                      | 2005, 2007 |
| 01 | 02 | Jagiellonia Białystok                   | 2010 |
| 01 | 01 | Gwardia Warschau                        | 1954 |
| 01 | 01 | ŁKS Łódź                                | 1957 |
| 01 | 0  | Stal Rzeszów                            | 1975 |
| 01 | 0  | Widzew Łódź                             | 1985 |
| 01 | 0  | Miedź Legnica                           | 1992 |
| 01 | 01 | Wisła Płock                             | 2006 |
| 01 | 0  | Zawisza Bydgoszcz                       | 2014 |
| 01 | 0  | Cracovia Kraków                         | 2020 |
| 0  | 05 | Pogoń Szczecin                          | |
| 0  | 03 | Polonia Bytom                           | |
| 0  | 03 | Zagłębie Lubin                          | |
| 0  | 02 | GKS Bełchatów                           | |
| 0  | 02 | Piast Gliwice                           | |
| 0  | 01 | Sparta Lviv                             | |
| 0  | 01 | Czarni Żagań                            | |
| 0  | 01 | Raków Częstochowa                       | |
| 0  | 01 | ROW-II Rybnik                           | |
| 0  | 01 | Stal Mielec                             | |
| 0  | 01 | Aluminium Konin                         | |
| 0  | 01 | Korona Kielce                           | |

Ekstraklasa ·
I liga ·
II liga ·
III liga ·
Puchar Polski ·
Puchar Ekstraklasy ·
Poolse supercup ·
PZPN ·
Nationaal voetbalelftal